# ليوبولدو روبيرتو ماركوساكي
ليوبولدو روبيرتو ماركوساكي (29 أغسطس 1983 في ساو باولو في البرازيل – )؛ هو لاعب كرة قدم سابق كان يلعب كلاعب وسط.

## وصلات خارجية
- ليوبولدو روبيرتو ماركوساكي على موقع دوري كوريا الجنوبية (الإنجليزية)
- ليوبولدو روبيرتو ماركوساكي على موقع قاعدة بيانات كرة القدم.إي يو (الإنجليزية)
- ليوبولدو روبيرتو ماركوساكي على موقع Soccerway.com (الإنجليزية)
- ليوبولدو روبيرتو ماركوساكي على موقع عالم كرة القدم.نت (الإنجليزية)